# Southampton Football Club 2010-2011
Questa voce raccoglie le informazioni riguardanti il Southampton Football Club nelle competizioni ufficiali della stagione 2010-2011.

## Rosa
| N. |                        | Ruolo | Calciatore          |
| -- | ---------------------- | ----- | ------------------- |
| 1  | Inghilterra (bandiera) | P     | Kelvin Davis        |
| 2  | Inghilterra (bandiera) | D     | Frazer Richardson   |
| 3  | Inghilterra (bandiera) | D     | Dan Harding         |
| 4  | Francia (bandiera)     | C     | Morgan Schneiderlin |
| 5  | Inghilterra (bandiera) | D     | Ryan Dickson        |
| 6  | Portogallo (bandiera)  | D     | José Fonte          |
| 7  | Inghilterra (bandiera) | A     | Rickie Lambert      |
| 8  | Barbados (bandiera)    | A     | Jonathan Forte      |
| 9  | Inghilterra (bandiera) | A     | Lee Barnard         |
| 10 | Inghilterra (bandiera) | C     | Jason Puncheon      |
| 11 | Brasile (bandiera)     | C     | Guly                |
| 12 | Inghilterra (bandiera) | D     | Danny Butterfield   |
| 14 | Inghilterra (bandiera) | C     | Dean Hammond        |
| 15 | Tunisia (bandiera)     | D     | Radhi Jaidi         |
| 16 | Inghilterra (bandiera) | C     | Paul Wotton         |
| 17 | Inghilterra (bandiera) | D     | Aaron Martin        |
| 18 | Inghilterra (bandiera) | D     | Joseph Mills        |
| 19 | Inghilterra (bandiera) | C     | Danny Seaborne      |
| 20 | Inghilterra (bandiera) | C     | Adam Lallana        |
| 21 | Inghilterra (bandiera) | A     | Lee Holmes          |

| N. |                             | Ruolo | Calciatore              |
| -- | --------------------------- | ----- | ----------------------- |
| 22 | Irlanda (bandiera)          | A     | David Connolly          |
| 23 | Inghilterra (bandiera)      | P     | Tommy Forecast          |
| 24 | Polonia (bandiera)          | P     | Bartosz Bialkowski      |
| 25 | Inghilterra (bandiera)      | C     | James Ward-Prowse       |
| 26 | Inghilterra (bandiera)      | C     | Alex Oxlade-Chamberlain |
| 27 | Inghilterra (bandiera)      | C     | Oscar Gorben            |
| 28 | Inghilterra (bandiera)      | C     | Callum McNish           |
| 29 | Galles (bandiera)           | A     | Ryan Doble              |
| 30 | Inghilterra (bandiera)      | C     | Richard Chaplow         |
| 31 | Inghilterra (bandiera)      | D     | Harlee Dean             |
| 32 | Francia (bandiera)          | A     | Dany N'Guessan          |
| 33 | Inghilterra (bandiera)      | C     | Dale Stephens           |
| 36 | Galles (bandiera)           | C     | Anthony Pulis           |
| 37 | Inghilterra (bandiera)      | D     | Jack Saville            |
| 38 | Irlanda del Nord (bandiera) | C     | Ben Reeves              |
| 40 | Inghilterra (bandiera)      | A     | Tony Garrod             |
| 46 | Inghilterra (bandiera)      | D     | Jack Stephens           |
| -  | Inghilterra (bandiera)      | A     | Nicholas Bignall        |
| -  | Inghilterra (bandiera)      | P     | James Shea              |